# Soul Brothers
Soul Brothers è un album discografico in studio del cantante e pianista statunitense Ray Charles realizzato con il vibrafonista statunitense Milt Jackson e pubblicato dalla Atlantic Records nel 1958. 

## Tracce
Tutte le tracce sono di Ray Charles, tranne dove indicato.
Lato A
1. Soul Brothers (Quincy Jones) – 9:34
2. How Long Blues (Leroy Carr) – 9:15

Lato B
1. Cosmic Ray – 5:21
2. Blue Funk – 8:09
3. Bag's Guitar Blues (Milt Jackson) – 6:23
4. 'Deed I Do (Hirsch, Rose) – 5:50